# Lymantria carnecolor
Lymantria carnecolor este o specie de molii din genul Lymantria, familia Lymantriidae, descrisă de Moore 1888 Conform Catalogue of Life specia Lymantria carnecolor nu are subspecii cunoscute.